# مرض دانون
مرض دانون. أو داء دانون، (بالإنجليزية: Danon Disease)‏، أو مرض تخزين الجليكوجين من النوع الثاني (ب) - يعتبر من أمراض التمثيل الغذائي للخلايا وهو من الأمراض الحديثة التي لم تكن معروفة قبل عام 1981م، وهو العام الذي تم فيه نشر أول بحث بالعالم عن ذلك المرض عن طريق طبيب أميركي اسمه دكتور «موريس دانون» والذي سمي المرض باسمه، وقد وصف في ذلك البحث حالة ولدين يعانيان من ضعف بعضلة القلب والعضلات الهيكلية الجسمية الأخرى بالإضافة للتخلف العقلي.
بدا مرض دانون في البداية مثل حالة وراثية نادرة أخرى تسمى «مرض بومب» إذ بدت عينات العضلات من مرضى دانون مماثلة للعضلات من مرضى بومب، لكن الاختبارات التي تستعمل لتشخيص مرض بومب كانت طبيعية في هؤلاء المرضى مما يدل على أن مرض دانون ينتج عن شيء مختلف عن مرض بومب.
هذا المرض هو من الأمراض الوراثية المرتبطة تحديداً بالكروموسوم الجنسي «إكس» ولذلك فإن الذكور يكونون مصابين فعلياً وبصورة شديدة، أما الإناث فَيَكُنَّ حاملات للمرض وتظهر عليهن الأعراض بصورة أخف من الذكور وقد لا تظهر مطلقاً.

## تاريخ المرض في المنطقة العربية
لم يكن قد تم تشخيص هذا المرض في المنطقة العربية أو الشرق الأوسط على الإطلاق، حتي سجل الطبيب المصري / محمود رمضان الموافي الذي يعمل أستاذاً لأمراض القلب جامعة المنصورة «مصر» اكتشافه لذلك المرض شديد الندرة في بعض أفراد أسرة مقيمة في المنطقة الشرقية بدولة الإمارات العربية المتحدة وقد تم نشر تفاصيل هذا الكشف بجريدة البيان الإماراتية بتاريخ السبت 20 فبراير 2016 (رابط الخبر من جريدة البيان http://www.albayan.ae/across-the-uae/news-and-reports/2016-02-20-1.2577082)

## ندرة المرض
مرض «دانون» من أكثر الأمراض ندرة، وبعض التقارير المنشورة قد رفعت معدل الإصابة نظرياً إلى شخص واحد في المليون ولكن عملياً لا يتم تشخيص المرض نتيجة عدم معرفة الأطباء به وعدم توافر معامل لتحليل الجينات، كما أن جميع التقارير العلمية المنشورة عن ذلك المرض قد صدرت من أربع مناطق فقط هي الولايات المتحدة الأميركية والصين واليابان وأوروبا الغربية وهي مناطق ذات كثافة سكانية عالية للغاية، والتقرير عن مرض «دانون» بالإمارات العربية المتحدة هو الأول من منطقة الشرق الأوسط والمنطقة العربية بينما لم يتم نشر أي تقرير عن حالات مصابة بذلك المرض في الغالبية الساحقة من دول العالم بما فيها قارة أفريقيا بأكملها وشبه القارة الهندية وجنوب شرق آسيا والكومنولث الروسي.

## ملابسات تشخيص المرض بالإمارات
يقول الدكتور محمود رمضان الموافي بأنه بينما كان يتابع حالة أحد المرضى المصابين بتضخم شديد في عضلة القلب لاحظ أن تطور هذا التضخم عبر الزمن وخصائصه بفحص الموجات الصوتية قد بدا من غير المألوف لديه مطلقاً طيلة فترة ممارسته كطبيب قلب على مدى عشرين عاماً، وحينما بدأت الأعراض نفسها بالظهور في شقيق المريض أدرك أن هذا المرض قد يكون ناشئاً عن طفرة جينية، ولذلك كان من الضروري إجراء تحليل جيني لتشخيص المرض وكانت هذه هي العقبة الرئيسية نظراً لصعوبة إجراء هذا التحليل بدولة الإمارات، وتواصل الدكتور محمود رمضان الموافي مع عدة مراكز متخصصة في أبحاث الجينات حول العالم لتوضيح شكوكه حول هذا المرض، ووافقت أحد أشهر المختبرات الجينية في أوروبا على إجراء مسح جيني بدون مقابل لكل أفراد الأسرة والتي تعاونت بشكل إيجابي، وتم إرسال العينات الدموية لأوروبا، حيث تم تأكيد الإصابة بمرض «دانون» في بعض أفراد الأسرة نتيجة لطفرة جينية جديدة لم يتم تسجيلها في العالم من قبل، وتمت إضافة هذه الطفرة إلى السجل العالمي لمرض «دانون» تحت اسم مكتشفيها.

## الخصائص الطبية للمرض
المرض يصيب عضلة القلب بالتضخم في مراحله الأولى وهو ما يؤدي إلى ظهور الأعراض والتي غالباً ما تكون على هيئة خفقان أو عدم انتظام في ضربات القلب (تسارع شديد أو بطء شديد) مما قد يؤدي إلى فقدان الوعي بل والموت المفاجئ أحيانا، وإذا أفلت المريض من الموت المفاجئ فإنه بعد سنوات قليلة يصاب بضعف شديد في عضلة القلب والذي تتوسع حجراته وتضعف قدرته الانقباضية مما يؤدي إلى الوفاة.

## أعراض المرض
يعاني المريض من صعوبات شديدة في التعلم والتحصيل الدراسي مع ضعف بعضلات الجسم وأحياناً عيوب بالبصر نتيجة تغيرات مرضية بشبكية العين، ولكن ما يجعل المرض مميتاً هو اعتلال عضلة القلب، ولذلك فنادراً ما يعيش المريض فوق سن الخمسة والعشرين عاماً بدون إجراء عملية زرع للقلب.

## أعراض المرض في الذكور
في الذكور تكون أعراض مرض دانون أكثر حدة مثل:
- بداية ضعف العضلات وأمراض القلب في سن مبكرة (مرحلة الطفولة أو المراهقة)
- مشاكل في التعلم أو التخلف العقلي يمكن أن تكون موجودة
- ضعف العضلات يمكن أن تكون شديدة ويمكن أن تؤثر على القدرة على التحمل وحتى القدرة على المشي
- أمراض القلب يمكن أن تكون شديدة وقد تحتاج إلى علاج بالأدوية، وعادة ما يتطور مرض القلب إلى قصور في القدرة الانقباضية للقلب ومضاعفات أخرى مثل الرجفان الأذيني مما يؤدي إلى الوفاة ما لم يتم إجراء عملية زرع للقلب.
- مشاكل في التوصيل الكهربائي في القلب وأحياناً متلازمة «وولف باركنسون وايت».
- الأعراض عادة ما تتطور للأسوأ في الذكور.
- قد يكون عند بعض الأولاد مشاكل في الرؤية أو ضمور في الطبقة الطلائية الصبغية لشبكية العين.

## أعراض المرض في الإناث
في الإناث تكون أعراض مرض دانون أقل حدة، ومن الأمراض الشائعة لمرض دانون في الإناث:
- ظهور الأعراض في سن متأخرة وكثير من النساء ليس لديه أعراض واضحة حتى أواخر سن المراهقة أو حتى البلوغ.
- مشاكل التعلم والتخلف العقلي عادة لا تكون موجودة.
- ضعف العضلات غالباً ما يكون غير موجود أو خفي، ولكن بعض الإناث يشعرن بالإجهاد بسهولة مع ممارسة الرياضة.
- أمراض عضلة القلب غالباً ما تكون غائبة في الإناث ولكنها قد تتطور في مرحلة البلوغ.
- مشاكل في التوصيل الكهربائي في القلب يمكن أن تحدث، وأحياناً قد توجد متلازمة «وولف باركنسون وايت».
- الأعراض في الإناث تقدم ببطء شديد مقارنة بالذكور، وأمراض القلب قد لا تمثل مشكلة بالنسبة للإناث حتى سن البلوغ.
- بعض النساء سوف يكون لها مشاكل مع الرؤية أو ضمور في الطبقة الطلائية الصبغية لشبكية العين.

### على المستوى الجيني
هذا المرض ينشأ نتيجة «طفرة» مهلكة في موضع من الحمض النووي بالكروموسوم «إكس» وتحديداً في «الجين» المسؤول عن تصنيع أحد البروتينات المرتبطة بغشاء «الليسوسوم» (Lysosome-Associated Membrane Protein-2 (LAMP2 وهو من العضيات ذات النشاط الابتلاعي الموجودة بالخلية والتي تحتوي على إنزيمات هاضمة تفكك الزائد أو الهالك من العضيات والغذاء، ويؤدي ذلك الخلل الجيني إلى فساد البروتين المذكور أو عدم تصنيعه من الأساس مما ينتج عنه انهيار في غشاء الليسوسومات ووظائفها مما يؤدي بالتالي إلى انتفاخ الخلايا حيث تعاني من تغيرات وظيفية وتركيبية تنعكس على الأعضاء المصابة خصوصاً القلب.

## العلاج
هذا المرض ليس له علاج ناجع إلا زرع القلب في الحالات التي يحدث فيها اعتلال بالعضلة القلبية.